# Psiadia schweinfurthii
Espèce
Statut de conservation UICN

 EX  : Éteint
Psiadia schweinfurthii est une espèce éteinte de plantes à fleurs de la famille des Asteraceae. Elle était endémique du Yémen.